# Elwira Seroczyńska
Elwira Seroczyńska geboren Potapowicz (Wilno, 1 mei 1931 - Londen, 24 december 2004) was een Pools langebaanschaatsster die werd geboren in het huidige Vilnius, Litouwen, dat toen nog Pools was en Wilno heette. Ze won in 1960 olympisch zilver op de 1500 meter.

## Carrière
Op de Olympische Winterspelen 1960 van Squaw Valley stond het langebaanschaatsen voor het eerst op het programma voor de dames. Seroczyńska deed mee op alle vier de afstanden, op de 500 meter werd ze zesde, op de 1000 meter viel ze en op de 3000 meter werd ze zevende. Haar beste prestatie was echter op de 1500 meter waar ze een tijd van 2.25,7 neerzette en slechts een halve seconde toe moest geven op de Sovjet-Russin Lidia Skoblikova die in een wereldrecord het goud pakte; Seroczyńska won zilver voor haar landgenote Helena Pilejczyk.
Vier jaar later, bij het schaatsen op de Olympische Winterspelen 1964 in Innsbruck deed ze opnieuw mee, maar kwam niet verder dan een 16e, 22e en 26e plek op de drie kortste afstanden.
Elwira Seroczyńska deed ook zes keer mee aan het wereldkampioenschap, in 1957, 1959, 1960, 1961, 1962 en 1963. Met een negende plek was het WK van 1962 in Finland haar beste toernooi, bovendien won ze toen de 500 meter.